# Jatirejo (Kaligesing)
Jatirejo is een bestuurslaag in het regentschap Purworejo van de provincie Midden-Java, Indonesië. Jatirejo telt 1943 inwoners (volkstelling 2010).